# Cloudstreet

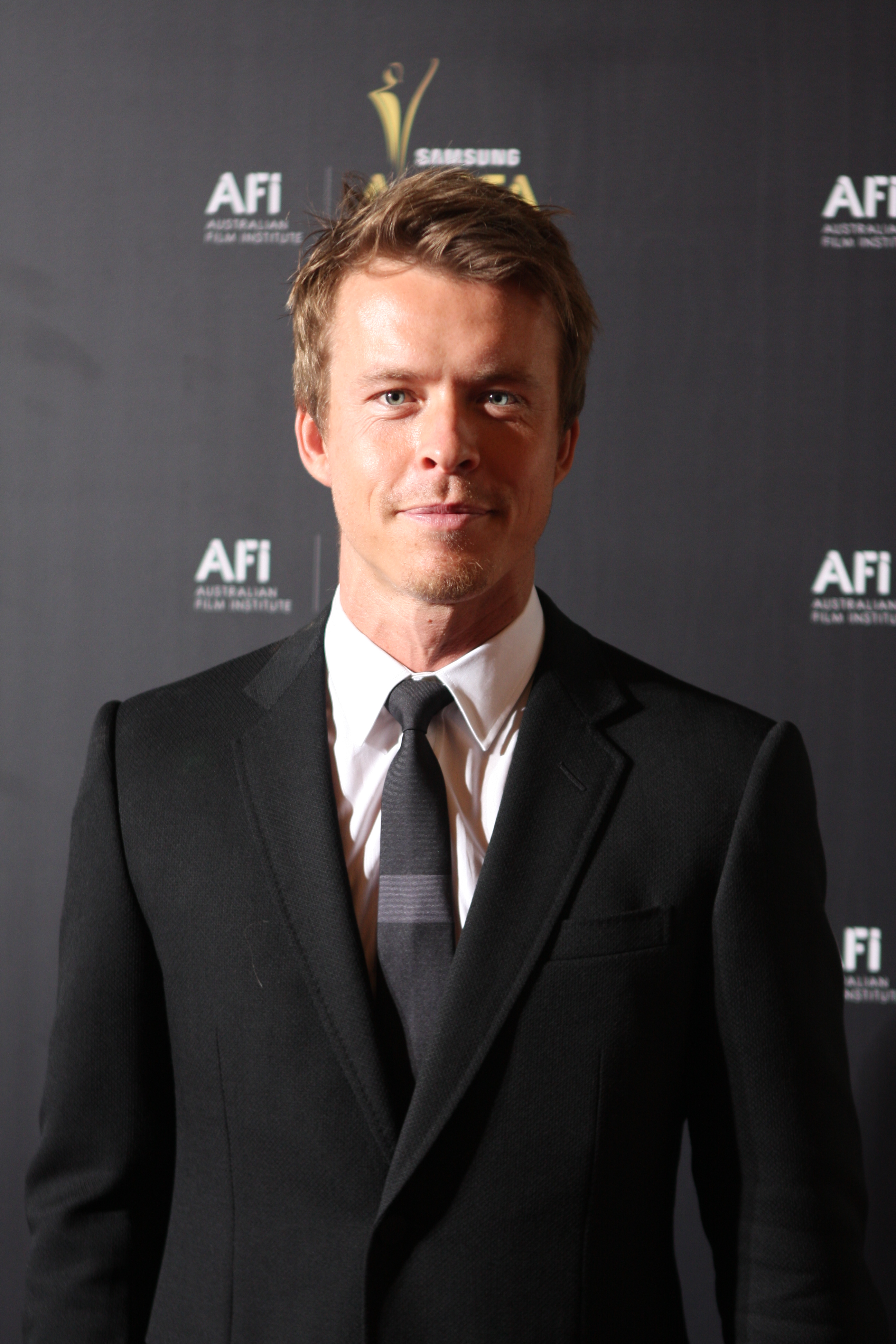
Tod Lasance

Cloudstreet es una miniserie dramática australiana que se estrenó el 22 de mayo de 2011 por medio de la cadena Showcase. La miniserie se basó en la aclamada novela del autor australiano Tim Winton, que lleva como nombre "Cloudstreet".
La serie fue narrada por el actor australiano Ron Haddrick.
El actor Callan McAuliffe interpretó a "Quick" Lamb de joven, Lara Robinson a Rose Pickles y Tom Russell a "Fish" Lamb de joven.

## Trama
La miniserie sigue la vida de dos familias de clases trabajadoras, los Lamb y los Pickles, quienes viven en CloudStreet en Perth desde 1940 hasta la década de 1960.

## Reparto
| Actor               | Personaje          | N.º de episodios |
| ------------------- | ------------------ | ---------------- |
| Stephen Curry       | Sam Pickles        | 3                |
| Essie Davis         | Dolly Pickles      | 3                |
| Emma Booth          | Rose Pickles       | 3                |
| Sean Keenan         | Ted Pickles        | 3                |
| Shannon Lively      | Chub Pickles       | 2                |
| Geoff Morrell       | Lester Lamb        | 3                |
| Kerry Fox           | Oriel Lamb         | 3                |
| Todd Lasance        | Mason "Quick" Lamb | 3                |
| Hugo Johnstone-Burt | Samson "Fish" Lamb | 3                |
| Freya Tingley       | Hat Lamb           | 2                |
| Adam Sollis         | Lon Lamb           | 2                |
| Amanda Woodhams     | Red Lamb           | 2                |
| Annie Smith         | Elaine Lamb        | 2                |

### Personajes recurrentes
| Actor           | Personaje      | N.º de episodios |
| --------------- | -------------- | ---------------- |
| Kelton Pell     | Bob Crab       | 3                |
| Oliver Ackland  | Toby Raven     | 3                |
| Ethan Thomas    | Geoffrey Birch | 3                |
| Doug Gardiner   | Soldado        | 3                |
| Anna Bauert     | Alma           | 3                |
| Sarah Louella   | Darlene        | 3                |
| Ben Mortley     | Gerry Clay     | 2                |
| Scott O'Keeffe  | Policía        | 1                |
| Natalie Holwood | Merle          | 1                |

## Producción
La miniserie que contó de tres episodios fue escrita por Tim Winton y Ellen Fontana, y producida por Greg Haddrick y Brenda Pam, Kim Vecera y Des Monoghan como productores ejecutivos.

## Premios y nominaciones
| Año  | Categoría                                                                        | Premio                 | Nominado(a)                           | Resultado |
| ---- | -------------------------------------------------------------------------------- | ---------------------- | ------------------------------------- | --------- |
| 2012 | Interpretación más destacada por una actriz                                      | ASTRA Award            | Kerry Fox                             | Ganó      |
| 2012 | Interpretación más destacada por una actriz                                      | ASTRA Award            | Essie Davis                           | Nominada  |
| 2012 | Actor más destacado                                                              | ASTRA Award            | Hugo Johnstone-Burt                   | Nominado  |
| 2012 | Interpretación más destacada por un actor                                        | ASTRA Award            | Geoff Morrell                         | Nominado  |
| 2012 | Mejor nuevo talento                                                              | ASTRA Award            | Hugo Johnstone-Burt                   | Nominado  |
| 2012 | Mejor nuevo talento                                                              | ASTRA Award            | Lara Robinson                         | Ganó      |
| 2012 | Drama más destacado                                                              | ASTRA Award            | Kim Vecera, Des Monaghan y Brenda Pam | Ganaron   |
| 2012 | Mejor dirección en una miniserie de televisión                                   | Director's Guild Award | Matthew Saville                       | Ganó      |
| 2012 | Serie dramática, miniserie o película para televisión más destacada              | Silver Logie Award     | Cloudstreet                           | Nominada  |
| 2012 | Actor más destacado                                                              | Silver Logie Award     | Geoff Morrell                         | Nominado  |
| 2012 | Mejor actriz protagónica en una serie de televisión dramática                    | AACTA Award            | Essie Davis                           | Nominada  |
| 2012 | Mejor actriz protagónica en una serie de televisión dramática                    | AACTA Award            | Kerry Fox                             | Nominada  |
| 2012 | Mejor estrella invitada o actor de reparto en una serie de televisión dramática  | AACTA Award            | Todd Lasance                          | Nominado  |
| 2012 | Mejor estrella invitada o actriz de reparto en una serie de televisión dramática | AACTA Award            | Lara Robinson                         | Nominada  |
| 2012 | Mejor actor joven                                                                | AACTA Award            | Lara Robinson                         | Ganó      |
| 2012 | Mejor serie de televisión dramática                                              | AACTA Award            | Greg Haddrick y Brenda Pam            | Nominados |
| 2012 | Mejor guion en televisión                                                        | AACTA Award            | Tim Winton y Ellen Fontana            | Nominados |
| 2012 | Mejores efectos visuales                                                         | AACTA Award            | Scott Zero                            | Nominado  |